# Habenaria falcigera
Habenaria falcigera är en orkidéart som beskrevs av Heinrich Gustav Reichenbach. Habenaria falcigera ingår i släktet Habenaria och familjen orkidéer.
Artens utbredningsområde är Filippinerna. Inga underarter finns listade i Catalogue of Life.